# Joaquín Loyo-Mayo
Joaquín Loyo-Mayo (Veracruz, 16 agosto 1945 – 27 dicembre 2014) è stato un tennista messicano.

## Carriera
In carriera ha raggiunto una finale nel singolare al St Petersburg Masters Invitational nel 1970, e una di doppio al Cincinnati Open nel 1975, in coppia con il connazionale Marcelo Lara. Nei tornei del Grande Slam ha ottenuto il suo miglior risultato raggiungendo i quarti di finale di doppio all'Open di Francia nel 1970, in coppia con Željko Franulović.
In Coppa Davis ha giocato un totale di 45 partite, collezionando 22 vittorie e 23 sconfitte. Per la sua dedizione nel rappresentare il proprio Paese nella competizione è stato insignito del Commitment Award.

## Statistiche

### Finali perse (1)
| Numero | Anno           | Torneo                                             | Superficie | Avversario in finale | Punteggio     |
| 1.     | 12 aprile 1970 | St Petersburg Masters Invitational, St. Petersburg |            | Jan Kodeš            | 3-6, 3-6, 3-6 |

### Doppio

#### Finali perse (1)
| Numero | Anno          | Torneo                      | Superficie | Compagno     | Avversari in finale      | Punteggio |
| 1.     | 5 agosto 1975 | Cincinnati Open, Cincinnati | Cemento    | Marcelo Lara | Phil Dent Cliff Drysdale | 6-7, 4-6  |